# Claoxylon dolichostachyum
Claoxylon dolichostachyum là một loài thực vật có hoa trong họ Đại kích. Loài này được Cordem. mô tả khoa học đầu tiên năm 1895.